# Selénd község
Selénd község (románul: Comuna Șilindia) község Arad megyében, Romániában. Központja Selénd, beosztott falvai Dezsőháza, Kávna, Lugozó, Újárkos.

## Népessége
A 2011-es népszámlálás adatai alapján a község népessége 904 fő volt.